# Yamato (társulat)
A YAMATO – Japán dobosai taiko dobosok csapata, amely az egykori Yamato tartománybeli Yamato-no kuni-ban alakult 1993-ban. Azóta a csoport mintegy 2000 előadását több mint 2 millió ember látta a világ 54 országában.

## Az előadások
A Yamato előadásainak középpontjában a Wadaiko dobpergés áll. Ezek a dobok állatbőrből, és olyan ősi fákból készülnek, melyek kora elérheti a 400 évet is. Ütemük a szívveréshez, hangzásuk a magányos futó szívének hangjához hasonlít. A Yamato arra tesz kísérletet, hogy a mindenkit egyszerre átható életenergiát testesítse meg a hangok szintjén. Amikor a Wadaiko megszólal, felszabadul az az érzés, amit a japánok csak Tamashy néven emlegetnek: nem látható, nem tapintható, mégis mindenki tudja, és érzi a jelenlétét. Az ősrégi távoli világban élt hangok újjáélednek, a hallgatók-nézők szíve pedig mintha egyszerre kezdene dobbanni.

## A kezdetek
Masa Ogawa, a társulat alapítója így emlékszik a kezdetekre: „az egész egy Nara melletti kis fesztivállal kezdődött, ahol mint egy négyfős kis rögtönzött csapat, egy általam komponált kisebb művet adtunk elő. Nem volt sem nevünk, sem múltunk, csak azért jártunk össze, mert szerettünk előadni, és mert éreztük, hogy megvan az összhang közöttünk. Ezen a fesztiválon az előadás igencsak jól sikerült, mert a végén egy újságíró odajött hozzánk, és feltette a kérdést, hogy milyen név alatt is mutathatna be bennünket. Ösztönösen rávágtam: Yamato! Ez a név egyszerre szikraként pattant ki a fejemből, s bár akkor ez a japán fülnek közhelyesen úgy hangzott, mint egy átlagos útszéli japán kávézó neve, mégis egyre inkább hozzánk nőtt az évek alatt: eggyé váltunk a névvel, sőt, fogalommá tettük azt."
A csapat eleinte azt gondolta, egy-két rögtönzött előadás erejéig jönnek majd össze. A különböző helyekről érkező meghívások azonban egyre csak szaporodtak, így egyre több energiát követelt – és adott a produkció. Most már világ körüli turnékra utaznak. A tagok száma pedig időközben négyről tizenkettőre nőtt.

## A dobosok élete
A csoport tagjai minden reggel 10 km-es futással kezdik a napot, majd súlyzós edzéssel telik a délelőtt legnagyobb része. Délután csoportosan gyakorolják a dobpergetést, majd este mindenki visszavonul, hogy egyénileg tökéletesítse a tudását. Tulajdonképpen – az alvást, evést, tisztálkodást leszámítva – állandóan gyakorolnak.

## Külső hivatkozások
- A YAMATO hivatalos oldala